# The Bluesbreakers
A John Mayall & the Bluesbreakers, vagy egyszerűen csak The Bluesbreakers, egy brit blues/blues rock zenekar volt 1963-tól 2008-ig.

## Története
A zenekar 1963-ban alakult Londonban. A Bluesbreakers, bár leginkább John Mayall együtteseként volt ismert, hullámzó felállással rendelkezett. Eric Clapton 1965-ben csatlakozott a zenekarhoz, miután elhagyta a The Yardbirds-öt. 1966-ban el is hagyta a Bluesbreakers-t. Első nagylemezük 1966-ban jelent meg. Mayall 2008-ban bejelentette, hogy feloszlatja a zenekart. Eredetileg már 1970-ben feloszlottak, majd 1982-től 2008-ig újból működtek. Mayall 2011-ben bejelentette, hogy a Bluesbreakers többet nem fog összeállni.

## Tagok
- John Mayall – ének, billentyűk, harmonika, ritmusgitár (1963-1968, 1982-2008)
- Joe Yuele – dob, ütős hangszerek (1985-2008)
- Buddy Whittington – gitár, vokál, időnként ének (1993-2008)
- Hank van Sickle – basszusgitár, nagybőgő (2000-2008)
- Tom Canning – billentyűk, zongora, szintetizátor, vokál (2001-2008)

Ez volt az utolsó felállás.

## Diszkográfia
- Blues Breakers with Eric Clapton (1966)
- A Hard Road (1967)
- Crusade (1967)
- Bare Wires (1968)
- Return of the Bluesbreakers (1985)
- Chicago Line (1988)
- A Sense of Place (1990)
- Cross Country Blues (1992)
- Wake Up Call (1993)
- Spinning Coin (1995)
- Blues for the Last Days (1997)
- Padlock on the Blues (1999)
- Along for the Ride (2001)
- Stories (2002)
- Road Dogs (2005)
- In the Palace of the King (2007)